# Liga dos Campeões da UEFA de 2010–11
A Liga dos Campeões da UEFA de 2010–2011 foi a 56ª edição do principal torneio europeu de clubes de futebol.
A final foi jogada no dia 28 de Maio de 2011, no Estádio Wembley, em Londres, na Inglaterra, sendo vencida pela equipe do Futbol Club Barcelona frente ao Manchester United, pelo placar de 3 gols a 1, como a reedição da final da edição de 2008-09.

## Distribuição de vagas e qualificação
Setenta e seis equipes participam da Liga 2010-11, sendo de cinquenta e duas nações diferentes. As vagas de cada país (com exceção de Liechtenstein, que não organiza uma liga nacional de futebol) são atribuídas de acordo com suas colocações nos Coeficientes da UEFA.
Abaixo está o regime de qualificação para a Liga dos Campeões 2010-2011:
- Associações de 1 a 3 tem 4 vagas cada;
- Associações de 4 a 6 tem 3 vagas cada;
- Associações de 7 a 15 tem 2 vagas cada;
- Associações de 16 a 53 tem 1 vaga cada (excluindo Liechtenstein).

### Distribuição
Primeira ronda de qualificação (4 equipes)
- 4 campeões das associações 50–53

Segunda ronda de qualificação (34 equipes)
- 2 vencedores da primeira ronda
- 32 campeões das associações 17–49 (excluindo Liechtenstein)

Terceira ronda de qualificação (30 equipes)
- Campeões
  - 17 vencedores da segunda ronda
  - 3 campeões das associações 14–16
- Não-campeões
  - 9 segundos classificados das associações 7–15
  - 1 terceiro classificado da associação 6

Ronda de Play-off (20 equipes)
- Campeões
  - 10 vencedores da terceira ronda
- Não-campeões
  - 5 vencedores da terceira ronda
  - 2 terceiro classificados das associações 4–5
  - 3 quarto classificados das associações 1–3

Fase de Grupos (32 equipes)
- 5 vencedores do play off para campeões
- 5 vencedores do play off para não-campeões
- 13 campeões das associações 1–13
- 6 segundo classificados das associações 1–6
- 3 terceiros classificados das associações 1–3

## Equipes
| Fase de grupos                 | Fase de grupos       | Fase de grupos   | Fase de grupos |
| ------------------------------ | -------------------- | ---------------- | -------------- |
| Internazionale                 | Valencia             | Lyon             | CFR Cluj       |
| Chelsea                        | Roma                 | Rubin Kazan      | Benfica        |
| Manchester United              | Milan                | Spartak Moscow   | Bursaspor      |
| Arsenal                        | Bayern Munich        | Shakhtar Donetsk | Panathinaikos  |
| Barcelona                      | Schalke 04           | Twente           | Rangers        |
| Real Madrid                    | Marseille            |                  |                |
| Fase de play-off               |                      |                  |                |
| Campeões                       | Não-campeões         | Não-campeões     | Não-campeões   |
|                                | Tottenham Hotspur    | Sampdoria        | Auxerre        |
| Sevilla                        | Werder Bremen        |                  |                |
| Terceira ronda de qualificação |                      |                  |                |
| Campeões                       | Não-campeões         | Não-campeões     | Não-campeões   |
| Anderlecht                     | Zenit St. Petersburg | Braga            | Celtic         |
| Basel                          | Dynamo Kyiv          | Fenerbahçe       | Gent           |
| Copenhagen                     | Ajax                 | PAOK             | Young Boys     |
|                                | Unirea Urziceni      |                  |                |
| Segunda ronda de qualificação  |                      |                  |                |
| Litex Lovech                   | Žilina               | BATE             | Levadia        |
| Sparta Prague                  | Lech Poznań          | Željezničar      | Dinamo Tirana  |
| Rosenborg                      | Dinamo Zagreb        | Debrecen         | Aktobe         |
| Red Bull Salzburg              | HJK Helsinki         | FH               | Pyunik         |
| Partizan                       | Ekranas              | Sheriff Tiraspol | The New Saints |
| Hapoel Tel Aviv                | Bohemians            | Olimpi Rustavi   | Linfield       |
| Omonia                         | Liepājas Metalurgs   | Renova           | HB Tórshavn    |
| AIK                            | Koper                | Inter Baku       | Jeunesse Esch  |
| Primeira ronda de qualificação |                      |                  |                |
| Rudar Pljevlja                 | FC Santa Coloma      | Birkirkara       | Tre Fiori      |

## Calendário
| Fase           | Rodada           | Data do sorteio               | Jogos de ida                                      | Jogos de volta                                    |
| -------------- | ---------------- | ----------------------------- | ------------------------------------------------- | ------------------------------------------------- |
| Qualificação   | Primeira ronda   | 21 de junho de 2010           | 29–30 de junho de 2010                            | 6–7 de julho de 2010                              |
| Qualificação   | Segunda ronda    | 21 de junho de 2010           | 13–14 de julho de 2010                            | 20–21 de julho de 2010                            |
| Qualificação   | Terceira ronda   | 16 de julho de 2010           | 27–28 de julho de 2010                            | 3–4 de agosto de 2010                             |
| Play-off       | Fase de play-off | 6 de agosto de 2010           | 17–18 de agosto de 2010                           | 24–25 de agosto de 2010                           |
| Fase de grupos | Jogo 1           | 26 de agosto de 2010 (Mônaco) | 14–15 de setembro de 2010                         | 14–15 de setembro de 2010                         |
| Fase de grupos | Jogo 2           | 26 de agosto de 2010 (Mônaco) | 28–29 de setembro de 2010                         | 28–29 de setembro de 2010                         |
| Fase de grupos | Jogo 3           | 26 de agosto de 2010 (Mônaco) | 19–20 de outubro de 2010                          | 19–20 de outubro de 2010                          |
| Fase de grupos | Jogo 4           | 26 de agosto de 2010 (Mônaco) | 2–3 de novembro de 2010                           | 2–3 de novembro de 2010                           |
| Fase de grupos | Jogo 5           | 26 de agosto de 2010 (Mônaco) | 23–24 de novembro de 2010                         | 23–24 de novembro de 2010                         |
| Fase de grupos | Jogo 6           | 26 de agosto de 2010 (Mônaco) | 7–8 de dezembro de 2010                           | 7–8 de dezembro de 2010                           |
| Fase final     | Oitavas-de-final | 17 de dezembro de 2010        | 15–16 & 22–23 de fevereiro de 2011                | 8–9 & 15–16 de março de 2011                      |
| Fase final     | Quartas-de-final | 18 de março de 2011           | 5–6 de abril de 2011                              | 12–13 de abril de 2011                            |
| Fase final     | Semifinais       | 18 de março de 2011           | 26–27 de abril de 2011                            | 3–4 de maio de 2011                               |
| Fase final     | Final            | 18 de março de 2011           | 28 de maio de 2011 no Wembley Stadium, em Londres | 28 de maio de 2011 no Wembley Stadium, em Londres |

## Rondas de qualificação
Jogos ordenados por data e hora.

### Primeira ronda
| Equipe 1        | Total | Equipe 2       | 1.º jogo | 2.º jogo |
| --------------- | ----- | -------------- | -------- | -------- |
| Tre Fiori       | 1–7   | Rudar Pljevlja | 0–3      | 1–4      |
| FC Santa Coloma | 3–7   | Birkirkara     | 0–3      | 3–4      |

A primeira partida entre Santa Coloma e Birkirkara foi cancelada devido às más condições do estádio deste primeiro clube A UEFA decidiu punir o clube mandante, no caso o Santa Coloma, e dar vitória ao time visitante por 3 a 0.
Fonte: UEFA.com: Fase de qualificação - 1ª pré-eliminatória

### Segunda ronda
| Equipe 1           | Total          | Equipe 2       | 1.º jogo | 2.º jogo |
| ------------------ | -------------- | -------------- | -------- | -------- |
| Inter Baku         | 1–1 (8–9 d.p.) | Lech Poznań    | 0–1      | 1–0      |
| Liepājas Metalurgs | 0–5            | Sparta Prague  | 0–3      | 0–2      |
| Levadia            | 3–4            | Debrecen       | 1–1      | 2–3      |
| Birkirkara         | 1–3            | Žilina         | 1–0      | 0–3      |
| Red Bull Salzburg  | 5–1            | HB Tórshavn    | 5–0      | 0–1      |
| Litex Lovech       | 5–0            | Rudar Pljevlja | 1–0      | 4–0      |
| Omonia             | 5–0            | Renova         | 3–0      | 2–0      |
| AIK                | 1–0            | Jeunesse Esch  | 1–0      | 0–0      |
| Hapoel Tel Aviv    | 6–0            | Željezničar    | 5–0      | 1–0      |
| Dinamo Zagreb      | 5–4            | Koper          | 5–1      | 0–3      |
| Bohemians          | 1–4            | The New Saints | 1–0      | 0–4      |
| Aktobe             | 3–1            | Olimpi Rustavi | 2–0      | 1–1      |
| BATE               | 6–1            | FH             | 5–1      | 1–0      |
| Ekranas            | 1–2 (pro)      | HJK Helsinki   | 1–0      | 0–2      |
| Sheriff Tiraspol   | 3–2            | Dinamo Tirana  | 3–1      | 0–1      |
| Partizan           | 4–1            | Pyunik         | 3–1      | 1–0      |
| Linfield           | 0–2            | Rosenborg      | 0–0      | 0–2      |

Fonte: UEFA.com: Fase de qualificação - 2ª pré-eliminatória

### Terceira ronda
| Equipe 1         | Total          | Equipe 2          | 1.º jogo | 2.º jogo |
| ---------------- | -------------- | ----------------- | -------- | -------- |
| The New Saints   | 1–6            | Anderlecht        | 1–3      | 0–3      |
| Aktobe           | 2–3            | Hapoel Tel Aviv   | 1–0      | 1–3      |
| Omonia           | 2–5            | Red Bull Salzburg | 1–1      | 1–4      |
| Litex Lovech     | 2–4            | Žilina            | 1–1      | 1–3      |
| Dinamo Kyiv      | 6–1            | Gent              | 3–0      | 3–1      |
| Unirea Urziceni  | 0–1            | Zenit             | 0–0      | 0–1      |
| Sparta Prague    | 2–0            | Lech Poznań       | 1–0      | 1–0      |
| BATE             | 2–3            | København         | 0–0      | 2–3      |
| Sheriff Tiraspol | 2–2 (6–5 d.p.) | Dinamo Zagreb     | 1–1      | 1–1      |
| AIK              | 0–4            | Rosenborg         | 0–1      | 0–3      |
| Partizan         | 5–1            | HJK Helsinki      | 3–0      | 2–1      |
| Debrecen         | 1–5            | Basel             | 0–2      | 1–3      |
| Young Boys       | 3–2            | Fenerbahçe        | 2–2      | 1–0      |
| Ajax             | 4–4 (g.f.)     | PAOK              | 1–1      | 3–3      |
| Braga            | 4–2            | Celtic            | 3–0      | 1–2      |

Fonte: UEFA.com: Fase de qualificação - 3ª pré-eliminatória

## Play-Off
Vinte clubes disputarão a rodada de play-off, que qualificará os dez vencedores para a fase de grupos. As dez equipes derrotadas rumarão à fase de grupos da Liga Europa. Os jogos estão marcados para os dias 17/18 e 24/25 de agosto.
| Equipe 1          | Total          | Equipe 2         | 1.º jogo | 2.º jogo |
| ----------------- | -------------- | ---------------- | -------- | -------- |
| Zenit             | 1–2            | Auxerre          | 1–0      | 0–2      |
| Dinamo Kyiv       | 2–3            | Ajax             | 1–1      | 1–2      |
| Rosenborg         | 2–2 (g.f.)     | København        | 2–1      | 0–1      |
| Young Boys        | 3–6            | Tottenham        | 3–2      | 0–4      |
| Sparta Prague     | 0–3            | Žilina           | 0–2      | 0–1      |
| Red Bull Salzburg | 3–4            | Hapoel Tel Aviv  | 2–3      | 1–1      |
| Basel             | 4–0            | Sheriff Tiraspol | 1–0      | 3–0      |
| Werder Bremen     | 5–4 (pro)      | Sampdoria        | 3–1      | 2–3      |
| Partizan          | 4–4 (3–2 d.p.) | Anderlecht       | 2–2      | 2–2      |
| Braga             | 5–3            | Sevilla          | 1–0      | 4–3      |

Fonte: UEFA.com: Fase de qualificação - Playoff

## Fase de grupos
As equipes apuradas para a fase de grupos foram divididas em 4 potes, consoante os seus coeficientes na UEFA. O sorteio ocorreu no dia 26 de agosto.
| Pote 1                                                                                                  | Pote 2                                                                                                   | Pote 3                                                                                          | Pote 4                                                                                    |
| --- | --- | ----------------------------------------------------------------------------------------------- | ----------------------------------------------------------------------------------------- |
| - Internazionale - Barcelona - Manchester United - Chelsea - Arsenal - FC Bayern München - Milan - Lyon | - Werder Bremen - Real Madrid - Roma - Shakhtar Donetsk - Benfica - Valencia - Marseille - Panathinaikos | - Tottenham Hotspur - Rangers - Ajax - Schalke 04 - Basel - Braga - Copenhagen - Spartak Moscow | - Hapoel Tel Aviv - Twente - Rubin Kazan - Auxerre - Cluj - Partizan - Žilina - Bursaspor |

| Legenda                                                                       |
| Classificado às oitavas-de-final                                              |
| Classificado à fase de dezesseis-avos de final da Liga Europa da UEFA 2010-11 |
| Eliminado                                                                     |

### Grupo A
| Pos | Equipe         | Pts | J | V | E | D | GP | GC | SG |                                  |  | TOT | INT | TWE | BRM |
| --- | -------------- | --- | - | - | - | - | -- | -- | -- | -------------------------------- |  | --- | --- | --- | --- |
| 1   | Tottenham      | 11  | 6 | 3 | 2 | 1 | 18 | 11 | +7 | Classificado às oitavas de final |  | —   | 3–1 | 4–1 | 3–0 |
| 2   | Internazionale | 10  | 6 | 3 | 1 | 2 | 12 | 11 | +1 | Classificado às oitavas de final |  | 4–3 | —   | 1–0 | 4–0 |
| 3   | Twente         | 6   | 6 | 1 | 3 | 2 | 9  | 11 | −2 | Transferido para Liga Europa     |  | 3–3 | 2–2 | —   | 1–1 |
| 4   | Werder Bremen  | 5   | 6 | 1 | 2 | 3 | 6  | 12 | −6 | Eliminado                        |  | 2–2 | 3–0 | 0–2 | —   |

### Grupo B
| Pos | Equipe          | Pts | J | V | E | D | GP | GC | SG |                                  |  | SCH | OL  | BEN | HTA |
| --- | --------------- | --- | - | - | - | - | -- | -- | -- | -------------------------------- |  | --- | --- | --- | --- |
| 1   | Schalke 04      | 13  | 6 | 4 | 1 | 1 | 10 | 3  | +7 | Classificado às oitavas de final |  | —   | 3–0 | 2–0 | 3–1 |
| 2   | Lyon            | 10  | 6 | 3 | 1 | 2 | 11 | 10 | +1 | Classificado às oitavas de final |  | 1–0 | —   | 2–0 | 2–2 |
| 3   | Benfica         | 6   | 6 | 2 | 0 | 4 | 7  | 12 | −5 | Transferido para Liga Europa     |  | 1–2 | 4–3 | —   | 2–0 |
| 4   | Hapoel Tel Aviv | 5   | 6 | 1 | 2 | 3 | 7  | 10 | −3 | Eliminado                        |  | 0–0 | 1–3 | 3–0 | —   |

### Grupo C
| Pos | Equipe            | Pts | J | V | E | D | GP | GC | SG  |                                  |  | MU  | VAL | RAN | BUR |
| --- | ----------------- | --- | - | - | - | - | -- | -- | --- | -------------------------------- |  | --- | --- | --- | --- |
| 1   | Manchester United | 14  | 6 | 4 | 2 | 0 | 7  | 1  | +6  | Classificado às oitavas de final |  | —   | 1–1 | 0–0 | 1–0 |
| 2   | Valencia          | 11  | 6 | 3 | 2 | 1 | 15 | 4  | +11 | Classificado às oitavas de final |  | 0–1 | —   | 3–0 | 6–1 |
| 3   | Rangers           | 6   | 6 | 1 | 3 | 2 | 3  | 6  | −3  | Transferido para Liga Europa     |  | 0–1 | 1–1 | —   | 1–0 |
| 4   | Bursaspor         | 1   | 6 | 0 | 1 | 5 | 2  | 16 | −14 | Eliminado                        |  | 0–3 | 0–4 | 1–1 | —   |

### Grupo D
| Pos | Equipe        | Pts | J | V | E | D | GP | GC | SG  |                                  |  | BAR | FCK | RUB | PAN |
| --- | ------------- | --- | - | - | - | - | -- | -- | --- | -------------------------------- |  | --- | --- | --- | --- |
| 1   | Barcelona     | 14  | 6 | 4 | 2 | 0 | 14 | 3  | +11 | Classificado às oitavas de final |  | —   | 2–0 | 2–0 | 5–1 |
| 2   | København     | 10  | 6 | 3 | 1 | 2 | 7  | 5  | +2  | Classificado às oitavas de final |  | 1–1 | —   | 1–0 | 3–1 |
| 3   | Rubin Kazan   | 6   | 6 | 1 | 3 | 2 | 2  | 4  | −2  | Transferido para Liga Europa     |  | 1–1 | 1–0 | —   | 0–0 |
| 4   | Panathinaikos | 2   | 6 | 0 | 2 | 4 | 2  | 13 | −11 | Eliminado                        |  | 0–3 | 0–2 | 0–0 | —   |

### Grupo E
| Pos | Equipe            | Pts | J | V | E | D | GP | GC | SG  |                                  |  | BAY | ROM | BAS | CFR |
| --- | ----------------- | --- | - | - | - | - | -- | -- | --- | -------------------------------- |  | --- | --- | --- | --- |
| 1   | Bayern de Munique | 15  | 6 | 5 | 0 | 1 | 16 | 6  | +10 | Classificado às oitavas de final |  | —   | 2–0 | 3–0 | 3–2 |
| 2   | Roma              | 10  | 6 | 3 | 1 | 2 | 10 | 11 | −1  | Classificado às oitavas de final |  | 3–2 | —   | 1–3 | 2–1 |
| 3   | Basel             | 6   | 6 | 2 | 0 | 4 | 8  | 11 | −3  | Transferido para Liga Europa     |  | 1–2 | 2–3 | —   | 1–0 |
| 4   | Cluj              | 4   | 6 | 1 | 1 | 4 | 6  | 12 | −6  | Eliminado                        |  | 0–4 | 1–1 | 2–1 | —   |

### Grupo F
| Pos | Equipe                 | Pts | J | V | E | D | GP | GC | SG  |                                  |  | CHE | OM  | SPA | ZIL |
| --- | ---------------------- | --- | - | - | - | - | -- | -- | --- | -------------------------------- |  | --- | --- | --- | --- |
| 1   | Chelsea                | 15  | 6 | 5 | 0 | 1 | 14 | 4  | +10 | Classificado às oitavas de final |  | —   | 2–0 | 4–1 | 2–1 |
| 2   | Olympique de Marseille | 12  | 6 | 4 | 0 | 2 | 12 | 3  | +9  | Classificado às oitavas de final |  | 1–0 | —   | 0–1 | 1–0 |
| 3   | Spartak Moscou         | 9   | 6 | 3 | 0 | 3 | 7  | 10 | −3  | Transferido para Liga Europa     |  | 0–2 | 0–3 | —   | 3–0 |
| 4   | Žilina                 | 0   | 6 | 0 | 0 | 6 | 3  | 19 | −16 | Eliminado                        |  | 1–4 | 0–7 | 1–2 | —   |

### Grupo G
| Pos | Equipe      | Pts | J | V | E | D | GP | GC | SG  |                                  |  | RM  | MIL | AJA | AUX |
| --- | ----------- | --- | - | - | - | - | -- | -- | --- | -------------------------------- |  | --- | --- | --- | --- |
| 1   | Real Madrid | 16  | 6 | 5 | 1 | 0 | 15 | 2  | +13 | Classificado às oitavas de final |  | —   | 2–0 | 2–0 | 4–0 |
| 2   | Milan       | 8   | 6 | 2 | 2 | 2 | 7  | 7  | 0   | Classificado às oitavas de final |  | 2–2 | —   | 0–2 | 2–0 |
| 3   | Ajax        | 7   | 6 | 2 | 1 | 3 | 6  | 10 | −4  | Transferido para Liga Europa     |  | 0–4 | 1–1 | —   | 2–1 |
| 4   | Auxerre     | 3   | 6 | 1 | 0 | 5 | 3  | 12 | −9  | Eliminado                        |  | 0–1 | 0–2 | 2–1 | —   |

### Grupo H
| Pos | Equipe           | Pts | J | V | E | D | GP | GC | SG  |                                  |  | SHA | ARS | BRA | PTZ |
| --- | ---------------- | --- | - | - | - | - | -- | -- | --- | -------------------------------- |  | --- | --- | --- | --- |
| 1   | Shakhtar Donetsk | 15  | 6 | 5 | 0 | 1 | 12 | 6  | +6  | Classificado às oitavas de final |  | —   | 2–1 | 2–0 | 1–0 |
| 2   | Arsenal          | 12  | 6 | 4 | 0 | 2 | 18 | 7  | +11 | Classificado às oitavas de final |  | 5–1 | —   | 6–0 | 3–1 |
| 3   | Braga            | 9   | 6 | 3 | 0 | 3 | 5  | 11 | −6  | Transferido para Liga Europa     |  | 0–3 | 2–0 | —   | 2–0 |
| 4   | Partizan         | 0   | 6 | 0 | 0 | 6 | 2  | 13 | −11 | Eliminado                        |  | 0–3 | 1–3 | 0–1 | —   |

## Fases finais

### Esquema
|  | Oitavas-de-final              | Oitavas-de-final              | Oitavas-de-final              | Oitavas-de-final              |   |                | Quartas-de-final         | Quartas-de-final         | Quartas-de-final         | Quartas-de-final         |  |             | Semifinais              | Semifinais              | Semifinais              | Semifinais              |           |   | Final      | Final      |
|  | 15 de fevereiro a 16 de março | 15 de fevereiro a 16 de março | 15 de fevereiro a 16 de março | 15 de fevereiro a 16 de março |   |                | 5 de abril a 13 de abril | 5 de abril a 13 de abril | 5 de abril a 13 de abril | 5 de abril a 13 de abril |  |             | 26 de abril a 4 de maio | 26 de abril a 4 de maio | 26 de abril a 4 de maio | 26 de abril a 4 de maio |           |   | 28 de maio | 28 de maio |
|  |                               |                               |                               |                               |   |                |                          |                          |                          |                          |  |             |                         |                         |                         |                         |           |   |            |            |
|  | Lyon                          | 1                             | 0                             | 1                             |   |                |                          |                          |                          |                          |  |             |                         |                         |                         |                         |           |   |            |            |
|  | Real Madrid                   | 1                             | 3                             | 4                             |   |                |                          |                          |                          |                          |  |             |                         |                         |                         |                         |           |   |            |            |
|  | Real Madrid                   | 1                             | 3                             | 4                             |   | Real Madrid    | 4                        | 1                        | 5                        |                          |  |             |                         |                         |                         |                         |           |   |            |            |
|  |                               |                               |                               |                               |   | Real Madrid    | 4                        | 1                        | 5                        |                          |  |             |                         |                         |                         |                         |           |   |            |            |
|  |                               | Tottenham                     | 0                             | 0                             | 0 |                |                          |                          |                          |                          |  |             |                         |                         |                         |                         |           |   |            |            |
|  | Milan                         | Tottenham                     | 0                             | 0                             | 0 | 0              | 0                        | 0                        |                          |                          |  |             |                         |                         |                         |                         |           |   |            |            |
|  | Milan                         |                               |                               |                               |   | 0              | 0                        | 0                        |                          |                          |  |             |                         |                         |                         |                         |           |   |            |            |
|  | Tottenham                     | 1                             | 0                             | 1                             |   |                |                          |                          |                          |                          |  |             |                         |                         |                         |                         |           |   |            |            |
|  | Tottenham                     | 1                             | 0                             | 1                             |   |                |                          |                          |                          |                          |  | Real Madrid | 0                       | 1                       | 1                       |                         |           |   |            |            |
|  |                               |                               |                               |                               |   |                |                          |                          |                          |                          |  | Real Madrid | 0                       | 1                       | 1                       |                         |           |   |            |            |
|  |                               | Barcelona                     | 2                             | 1                             | 3 |                |                          |                          |                          |                          |  |             |                         |                         |                         |                         |           |   |            |            |
|  | Arsenal                       | Barcelona                     | 2                             | 1                             | 3 | 2              | 1                        | 3                        |                          |                          |  |             |                         |                         |                         |                         |           |   |            |            |
|  | Arsenal                       |                               |                               |                               |   | 2              | 1                        | 3                        |                          |                          |  |             |                         |                         |                         |                         |           |   |            |            |
|  | Barcelona                     | 1                             | 3                             | 4                             |   |                |                          |                          |                          |                          |  |             |                         |                         |                         |                         |           |   |            |            |
|  | Barcelona                     | 1                             | 3                             | 4                             |   | Barcelona      | 5                        | 1                        | 6                        |                          |  |             |                         |                         |                         |                         |           |   |            |            |
|  |                               |                               |                               |                               |   | Barcelona      | 5                        | 1                        | 6                        |                          |  |             |                         |                         |                         |                         |           |   |            |            |
|  |                               | Shakhtar Donetsk              | 1                             | 0                             | 1 |                |                          |                          |                          |                          |  |             |                         |                         |                         |                         |           |   |            |            |
|  | Roma                          | Shakhtar Donetsk              | 1                             | 0                             | 1 | 2              | 0                        | 2                        |                          |                          |  |             |                         |                         |                         |                         |           |   |            |            |
|  | Roma                          |                               |                               |                               |   | 2              | 0                        | 2                        |                          |                          |  |             |                         |                         |                         |                         |           |   |            |            |
|  | Shakhtar Donetsk              | 3                             | 3                             | 6                             |   |                |                          |                          |                          |                          |  |             |                         |                         |                         |                         |           |   |            |            |
|  | Shakhtar Donetsk              | 3                             | 3                             | 6                             |   |                |                          |                          |                          |                          |  |             |                         |                         |                         |                         | Barcelona | 3 |            |            |
|  |                               |                               |                               |                               |   |                |                          |                          |                          |                          |  |             |                         |                         |                         |                         |           | 3 |            |            |
|  |                               | Manchester United             | 1                             |                               |   |                |                          |                          |                          |                          |  |             |                         |                         |                         |                         |           |   |            |            |
|  | Internazionale (gf)           | Manchester United             | 1                             | 0                             | 3 | 3              |                          |                          |                          |                          |  |             |                         |                         |                         |                         |           |   |            |            |
|  | Internazionale (gf)           |                               |                               | 0                             | 3 | 3              |                          |                          |                          |                          |  |             |                         |                         |                         |                         |           |   |            |            |
|  | Bayern de Munique             | 1                             | 2                             | 3                             |   |                |                          |                          |                          |                          |  |             |                         |                         |                         |                         |           |   |            |            |
|  | Bayern de Munique             | 1                             | 2                             | 3                             |   | Internazionale | 2                        | 1                        | 3                        |                          |  |             |                         |                         |                         |                         |           |   |            |            |
|  |                               |                               |                               |                               |   | Internazionale | 2                        | 1                        | 3                        |                          |  |             |                         |                         |                         |                         |           |   |            |            |
|  |                               | Schalke 04                    | 5                             | 2                             | 7 |                |                          |                          |                          |                          |  |             |                         |                         |                         |                         |           |   |            |            |
|  | Valencia                      | Schalke 04                    | 5                             | 2                             | 7 | 1              | 1                        | 2                        |                          |                          |  |             |                         |                         |                         |                         |           |   |            |            |
|  | Valencia                      |                               |                               |                               |   | 1              | 1                        | 2                        |                          |                          |  |             |                         |                         |                         |                         |           |   |            |            |
|  | Schalke 04                    | 1                             | 3                             | 4                             |   |                |                          |                          |                          |                          |  |             |                         |                         |                         |                         |           |   |            |            |
|  | Schalke 04                    | 1                             | 3                             | 4                             |   |                |                          |                          |                          |                          |  | Schalke 04  | 0                       | 1                       | 1                       |                         |           |   |            |            |
|  |                               |                               |                               |                               |   |                |                          |                          |                          |                          |  | Schalke 04  | 0                       | 1                       | 1                       |                         |           |   |            |            |
|  |                               | Manchester United             | 2                             | 4                             | 6 |                |                          |                          |                          |                          |  |             |                         |                         |                         |                         |           |   |            |            |
|  | København                     | Manchester United             | 2                             | 4                             | 6 | 0              | 0                        | 0                        |                          |                          |  |             |                         |                         |                         |                         |           |   |            |            |
|  | København                     |                               |                               |                               |   | 0              | 0                        | 0                        |                          |                          |  |             |                         |                         |                         |                         |           |   |            |            |
|  | Chelsea                       | 0                             | 2                             | 2                             |   |                |                          |                          |                          |                          |  |             |                         |                         |                         |                         |           |   |            |            |
|  | Chelsea                       | 0                             | 2                             | 2                             |   | Chelsea        | 0                        | 1                        | 1                        |                          |  |             |                         |                         |                         |                         |           |   |            |            |
|  |                               |                               |                               |                               |   | Chelsea        | 0                        | 1                        | 1                        |                          |  |             |                         |                         |                         |                         |           |   |            |            |
|  |                               | Manchester United             | 1                             | 2                             | 3 |                |                          |                          |                          |                          |  |             |                         |                         |                         |                         |           |   |            |            |
|  | Olympique de Marseille        | Manchester United             | 1                             | 2                             | 3 | 0              | 1                        | 1                        |                          |                          |  |             |                         |                         |                         |                         |           |   |            |            |
|  | Olympique de Marseille        |                               |                               |                               |   | 0              | 1                        | 1                        |                          |                          |  |             |                         |                         |                         |                         |           |   |            |            |
|  | Manchester United             | 0                             | 2                             | 2                             |   |                |                          |                          |                          |                          |  |             |                         |                         |                         |                         |           |   |            |            |

### Oitavas de final
O sorteio das chaves das oitavas-de-final foi realizado no dia 17 de dezembro em Nyon, na Suíça.
| Equipe 1       | Total        | Equipe 2          | 1.º jogo | 2.º jogo |
| -------------- | ------------ | ----------------- | -------- | -------- |
| Milan          | 0 – 1        | Tottenham         | 0 – 1    | 0 – 0    |
| Valencia       | 2 – 4        | Schalke 04        | 1 – 1    | 1 – 3    |
| Roma           | 2 – 6        | Shakhtar Donetsk  | 2 – 3    | 0 – 3    |
| Arsenal        | 3 – 4        | Barcelona         | 2 – 1    | 1 – 3    |
| Lyon           | 1 – 4        | Real Madrid       | 1 – 1    | 0 – 3    |
| Copenhagen     | 0 – 2        | Chelsea           | 0 – 2    | 0 – 0    |
| Internazionale | 3 – 3 (g.f.) | Bayern Munich     | 0 – 1    | 3 – 2    |
| Marseille      | 1 – 2        | Manchester United | 0 – 0    | 1 – 2    |

### Quartas de final
| Equipe 1       | Total | Equipe 2          | 1.º jogo | 2.º jogo |
| -------------- | ----- | ----------------- | -------- | -------- |
| Chelsea        | 1 – 3 | Manchester United | 0 – 1    | 1 – 2    |
| Internazionale | 3 – 7 | Schalke 04        | 2 – 5    | 1 – 2    |
| Real Madrid    | 5 – 0 | Tottenham Hotspur | 4 – 0    | 1 – 0    |
| Barcelona      | 6 – 1 | Shakhtar Donetsk  | 5 – 1    | 1 – 0    |

### Semifinais
| Equipe 1    | Total | Equipe 2          | 1.º jogo | 2.º jogo |
| ----------- | ----- | ----------------- | -------- | -------- |
| Schalke 04  | 1 – 6 | Manchester United | 0 – 2    | 1 – 4    |
| Real Madrid | 1 – 3 | Barcelona         | 0 – 2    | 1 – 1    |

### Final
| 28 de maio de 2011 | Barcelona                         | 3 – 1     | Manchester United | Estádio Wembley, Londres                   |
| 19:45 (UTC+1)      | Pedro 27' · Messi 54' · Villa 69' | Relatório | Rooney 34'        | Público: 87 695 Árbitro: HUN Viktor Kassai |

## Premiação
| Liga dos Campeões da UEFA de 2010–11 |
| Espanha                              |
| ------------------------------------ |
| Barcelona Campeão (4º título)        |

## Artilharia
Gols contabilizados a partir da fase de grupos, excluindo as rodadas de qualificação.
| # | Jogador            | Equipe            | Gols | Tempo Jogado |
| - | ------------------ | ----------------- | ---- | ------------ |
| 1 | Lionel Messi       | Barcelona         | 12   | 867          |
| 2 | Mario Gómez        | FC Bayern München | 8    | 607'         |
| 2 | Samuel Eto'o       | Internazionale    | 8    | 900'         |
| 4 | Nicolas Anelka     | Chelsea           | 7    | 584'         |
| 5 | Karim Benzema      | Real Madrid       | 6    | 372'         |
| 5 | Roberto Soldado    | Valencia          | 6    | 416'         |
| 5 | Cristiano Ronaldo  | Real Madrid       | 6    | 931'         |
| 8 | Raúl González      | Schalke 04        | 5    | 987'         |
| 9 | Eduardo            | Shakhtar Donetsk  | 4    | 253'         |
| 9 | Javier Hernández   | Manchester United | 4    | 387'         |
| 9 | Marco Borriello    | Roma              | 4    | 518'         |
| 9 | Peter Crouch       | Tottenham Hotspur | 4    | 581'         |
| 9 | Gareth Bale        | Tottenham Hotspur | 4    | 645'         |
| 9 | Jefferson Farfán   | Schalke 04        | 4    | 741'         |
| 9 | Zlatan Ibrahimović | Milan             | 4    | 652'         |
| 9 | Luiz Adriano       | Shakhtar Donetsk  | 4    | 811'         |

Em negrito está destacado o artilheiro do torneio.